# George Baker (baritono)
George Baker (Birkenhead, 10 febbraio 1885 – Londra, 8 gennaio 1976) è stato un baritono e attore inglese.
È ricordato per aver inciso un migliaio di dischi in una carriera che, cominciata nel 1909, è durata oltre cinquant'anni. Il suo nome è associato con i ruoli comici di baritono nelle opere discografiche di Gilbert & Sullivan.

## Filmografia
- Splinters, regia di Jack Raymond (1929)
- Peace of Mind (1930)

- Waltz Time, regia di Wilhelm Thiele (1933)